# Фолксваген Бийтъл
„Фолксваген Бийтъл“ (Volkswagen Beetle) е модел средни автомобили (сегмент C) на германската компания „Фолксваген“, произвеждан от 2011 до 2019 година.
Базиран на „Фолксваген Джета VI“, но с каросерия купе или кабриолет, той се сглобява в град Пуебло, Мексико. Наследява предходния модел „Ню Бийтъл“, като дизайнът и на двата е вдъхновен от класическия, произвеждан с десетилетия „Фолксваген Тип 1“ („Костенурка“).